# Ernst Gottlob Pienitz

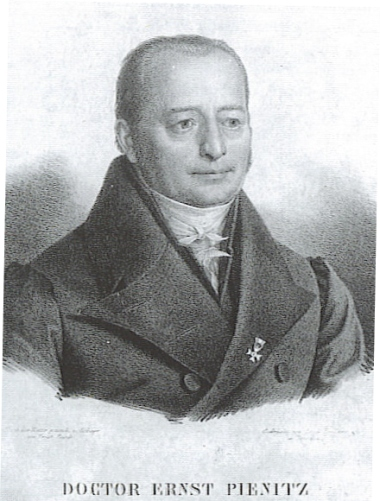
Ernst Gottlob Pienitz

Ernst Gottlob Pienitz (* 20. August 1777 in Radeberg; † 30. Mai 1853 in Pirna) war ein deutscher Arzt und Psychiater. Von 1811 bis 1851 war er Direktor der Königlich-Sächsischen Heil- und Verpflegungsanstalt auf dem Sonnenstein und zählt zur Gruppe der Somatiker.

## Leben
Pienitz wurde in Radeberg als Sohn des Chirurgen Christian Gotthelf Pienitz (1741–1788) geboren. Wie auch drei seiner Brüder wurde er Arzt, studierte wie sein Vater am Dresdner Collegium Medicorum (1795 bis 1796 und 1799) und machte sein Examen als Wundarzt, bevor er von 1797 bis 1800 als Militärchirurg beim sächsischen Artillerie-Corps diente. Am 12. März 1801 erfolgte seine Immatrikulation an der medizinischen Fakultät der Universität Leipzig, wo er bis 1803 studierte.
Nach einem einjährigen Studienaufenthalt in Wien im Jahre 1804, wo sein Interesse für die Psychiatrie geweckt wurde, reiste er im Februar 1805 nach Paris zu Philippe Pinel. In Paris befand sich auch Christian August Fürchtegott Hayner. Beide wurden vom sächsischen Minister Gottlob Adolf Ernst von Nostitz und Jänkendorf unterstützt, der für die sächsische Regierung eine Reform des sächsischen Psychiatriewesens anstrebte. Pienitz und Hayner sollten am Hôpital de la Salpêtrière bei Pinel die neuesten Methoden der Psychiatrie studieren, um ihr Wissen später in Sachsen anwenden zu können. Nach Abschluss des Studienaufenthaltes kehrte Pienitz im Frühjahr 1806 nach Leipzig zurück, wo er im Mai sein Examen ablegte. Noch im selben Monat trat er eine Stelle als Assistenzarzt am  Armen-, Kranken- und Zuchthaus in Torgau an.
Im September 1806 wurde Pienitz in Leipzig mit einer Arbeit über die Behandlung Geisteskranker promoviert. Ebenfalls im September heiratete er in Paris Julie Baudon, die Tochter eines Kunstprofessors. Trauzeugen waren Hayner und Jean-Étienne Esquirol, der ebenfalls bei Pinel studiert hatte.
1807 bis 1810 war Pienitz in der Torgauer Anstalt als selbständiger Hausarzt tätig und damit der verantwortliche Arzt für etwa 300 Insassen. Neben den Strafgefangenen und Bettlern waren dort auch zahlreiche Geisteskranke untergebracht.
Die Schließung Torgaus auf Verlangen Napoleons wurde zum äußeren Anlass der Neuordnung des sächsischen Anstaltswesens. Durch Erlass von König Friedrich August I. wurde die Königlich sächsische Kommission für die Landes-Straf- und Versorgungsanstalten angewiesen, in der Festung Sonnenstein in Pirna eine Anstalt für als heilbar angesehene Geisteskranke einzurichten. Im Auftrag des Kommissions-Vorsitzenden Nostritz erstellte Christian Hayner ein Gutachten zur Einrichtung der Anstalt. Ernst Pienitz wurde nach Einrichtung der Anstalt am 8. Juli 1811 zum ersten Direktor der neu eröffneten Königlich-Sächsischen Heil- und Verpflegungsanstalt auf dem Sonnenstein berufen.
Die Eröffnung der Anstalt wurde zum Beginn einer Psychiatriereform in Sachsen, welche für die deutschen Territorialstaaten beispielgebend werden sollte. Hier wurde erstmals die Heilung von Geisteskranken zum Ziel gemacht. Die Behandlungsmethoden sahen neben gemäßigten Zwangsmitteln erstmals alternative Anwendungen, wie Bäder, Medikamente und Frühformen psychotherapeutischer Maßnahmen vor. Durch die für die damalige Zeit sensationellen Heilungserfolge wurde die Fachwelt bald auf die Anstalt aufmerksam, was ihr später den Ruf als die deutsche Ausbildungsstätte für „Irrenärzte“ einbringen sollte. Pienitz starb am 30. Mai 1853 in seinem Pirnaer Haus in der Lauterbachstraße und wurde auf dem Sonnensteiner Anstaltsfriedhof im Familiengrab beerdigt.

## Auszeichnungen
- 1851: Sächsischer Verdienstorden (Komtur II. Klasse)[3]
- 1851: Franz-Joseph-Orden (Ritterkreuz)[3]
- 1851: Großherzoglich-Sächsischer Hausorden vom weißen
Falken (Ritterkreuz I. Klasse)[3]